# 瑙德雅
瑙德雅，是缅甸掸邦勃欧自治区下辖的一个镇。该镇是勃欧族的聚居地。